# Crimson Skies (jeu vidéo)
 (février 2017).
Si vous disposez d'ouvrages ou d'articles de référence ou si vous connaissez des sites web de qualité traitant du thème abordé ici, merci de compléter l'article en donnant les références utiles à sa vérifiabilité et en les liant à la section « Notes et références ».
Crimson Skies est un simulateur de vol de combat sorti en 2000 par Microsoft, premier jeu vidéo de la série Crimson Skies et adaptation du jeu de figurines du même nom. L'intrigue plonge le joueur dans un univers semi-fictif durant les années 1930, dans lequel il y découvre un pirate de l'air nommé Nathan Zachary et son gang répondant au nom de Fortune Hunters, parcourant les cieux dans un zeppelin nommé Pandora. Les Fortune Hunters sont des spécialistes de l'attaque de zeppelins appartenant à de riches industriels, de chasses aux trésors, de vols de prototypes aériens mais aussi de la défense des opprimés face à d'autres pirates sanguinaires.

## Système de jeu
Crimson Skies est un jeu de simulation aérienne, mêlant la technicité des avions à piloter à l'action (beaucoup de missions consistent à débarrasser la zone des avions ennemis). Un des points forts est qu'il est possible de customiser son avion et ses canons ainsi que l'appareil de son coéquipier principal. Le maniement des appareils est plus ou moins chose facile selon le type d'avion et des figures de voltige doivent parfois être réalisées, ce qui rend préférable le maniement par joystick au gameplay clavier.

## Scénario
L'histoire commence quand Nathan Zachary et ses compères (Betty, Sparks, Jack, Big John, Tex, Buck et le reste de l'équipage du Pandora) effectuent des vols de reconnaissance au-dessus d'Hawaii afin de localiser une épave espagnole contenant un trésor. Le gentleman pirate détesté par la presse mais adulé par les femmes ne tarde pas à trouver le galion rempli de pièces d'or mais la présence de l'aviation britannique voulant ingérer dans les îles hawaïennes et du gang rival nommé "Les Méduses", vient rapidement compliquer les choses, d'autant plus que la chef des Méduses n'est autre que Justine, une ancienne amante de Zachary.
Au fil du jeu, Zachary devra alors livrer de spectaculaires batailles aériennes face à la flotte soviétique, à l'aviation britannique, à des compagnies privées de sécurité gardant les usines Boeing ou encore les studios d'Hollywood, pour révéler au grand jour une machination de grande envergure et sauver sa dulcinée dans le ciel de Manhattan...